# Delfina
Delfina  è un nome proprio di persona italiano femminile.

## Varianti
- Maschili: Delfino[1][2][4][5][6]

### Varianti in altre lingue
- Catalano
  - Maschili: Delfí
- Francese: Delphine[3][7]
  - Maschili: Delphin
- Inglese: Delphine[7], Delphina[7], Delphinia[7]
- Latino: Delphina[1][3][7]
  - Maschili: Delphinus[1][2][3]

- Polacco: Delfina
  - Maschili: Delfin
- Portoghese: Delfina[7]
- Spagnolo: Delfina[3][7]
  - Maschili: Delfín

## Origine e diffusione

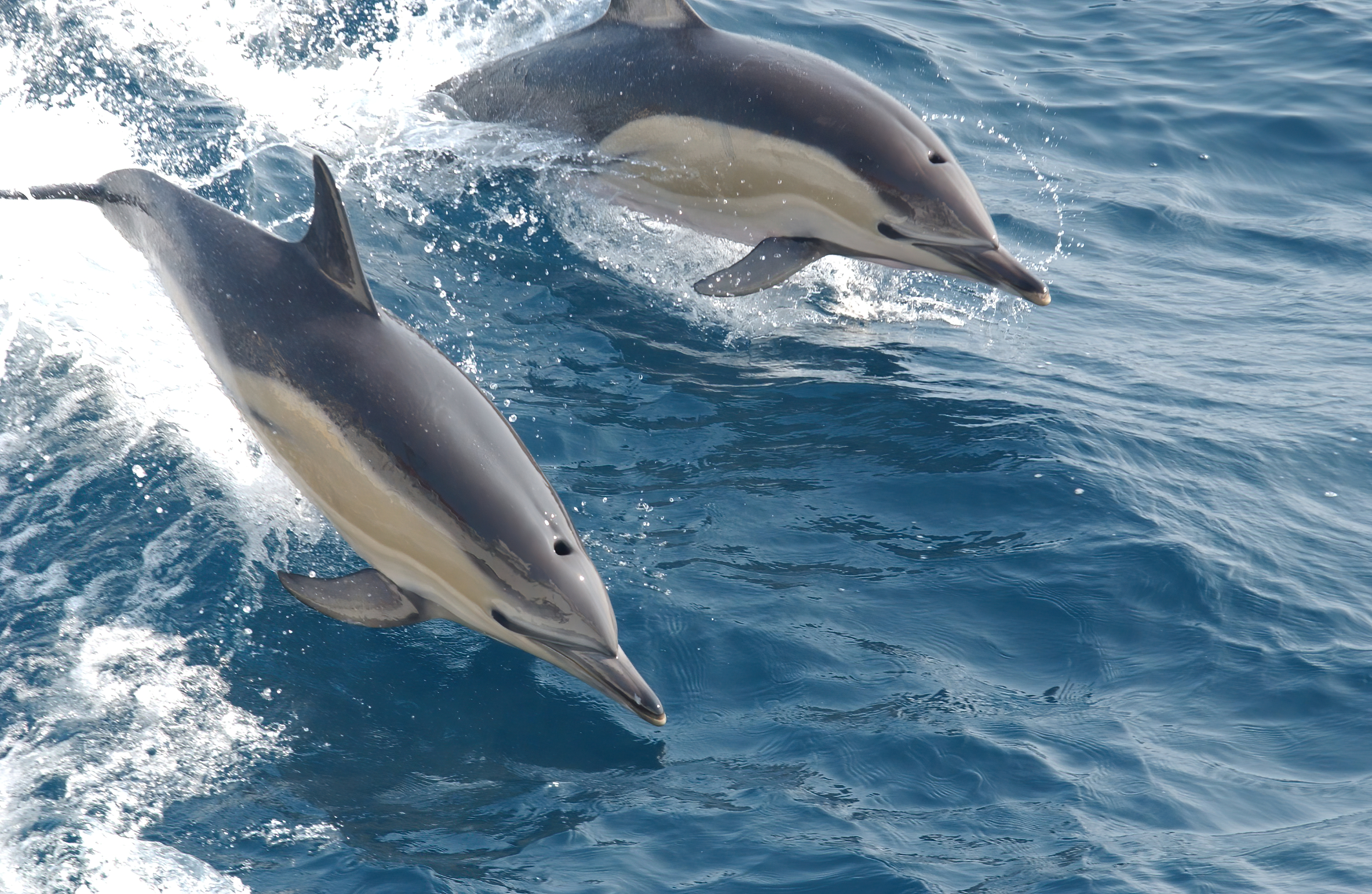
Due esemplari di delfino comune (Delphinus delphis)

Continua il nome latino Delphinus, che generalmente viene considerato una ripresa del nome del delfino (etimologicamente dal greco delphinos, da δελφις, delphys, "utero", poiché è un mammifero). Secondo altre fonti è invece un etnonimo riferito alla città di Delfi, quindi "di Delfi" (toponimo che è forse correlato anch'esso a delphys o a delphinos). In parte, può costituire anche un ipocoristico di Adelfina.
Il suo uso è sostenuto in parte dalle qualità simboliche attribuite al delfino (amicizia verso l'uomo, mansuetudine e intelligenza), in parte dal culto dei santi così chiamati, e in parte come ripresa del titolo di "delfino", proprio prima dei signori del Delfinato e poi usato per indicare il primogenito reale di Francia.
In Italia è attestato maggiormente al Nord e al Centro, ed è molto più usato nella forma femminile che in quella maschile. Gode di buona diffusione anche in Francia, anche grazie al culto di santa Delfina; le forme francesi sono state adottate anche in inglese a partire dal XVII secolo, con la variante Delphinia forse influenzata dal nome del Delphinium.

## Onomastico
L'onomastico si può festeggiare il 26 novembre in memoria della beata Delfina di Signe, vedova di sant'Elzearo da Sabrano e terziaria francescana, oppure il 24 dicembre in ricordo di san Delfino, vescovo di Bordeaux.

## Persone

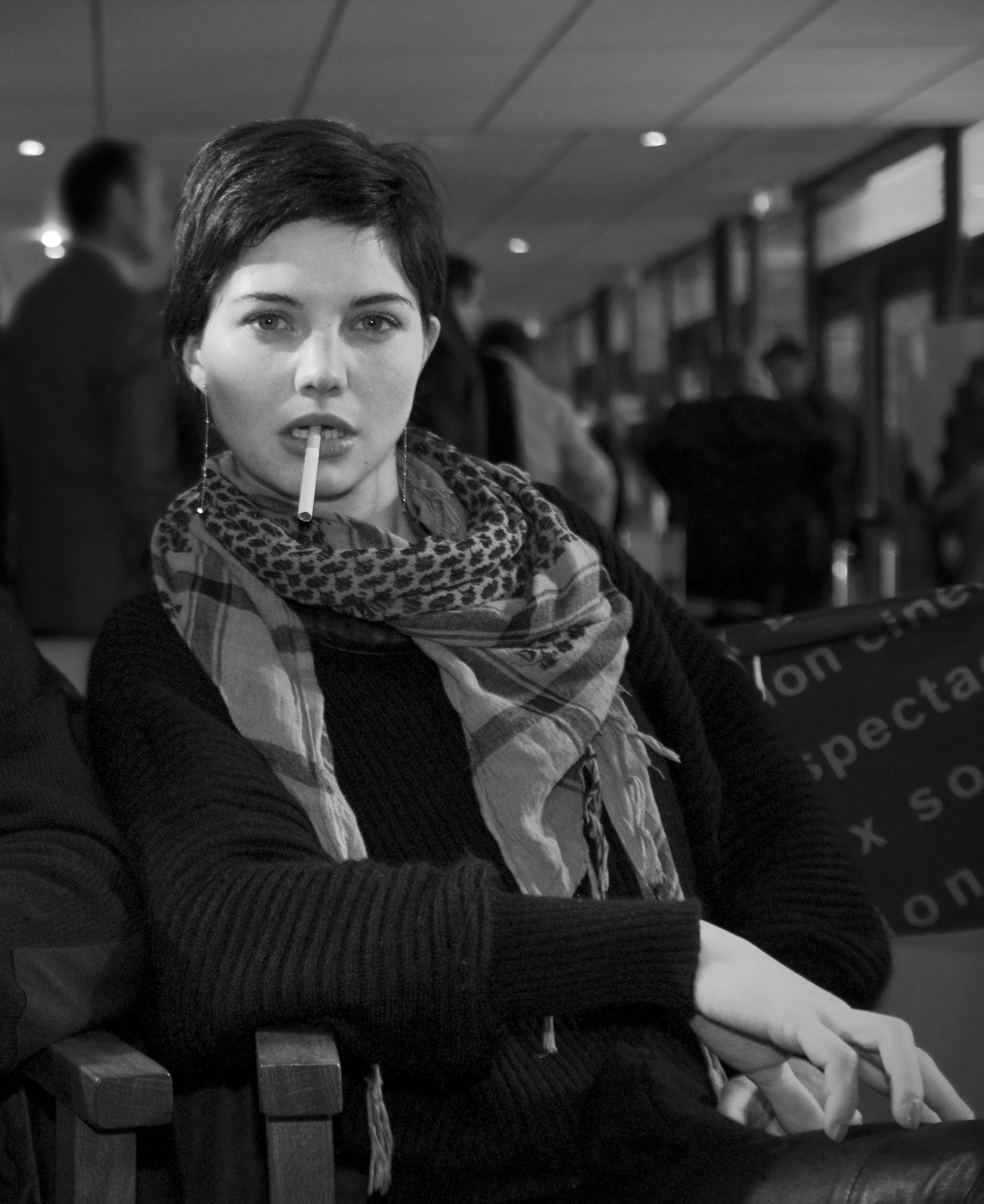
Delphine Chanéac

- Delfina di Signe, nobildonna francese
- Delfina de Jesús González, serial killer messicana
- Delfina Fasano, cantante italiana
- Delfina Olek-Skąpska, schermitrice polacca

### Variante Delphine

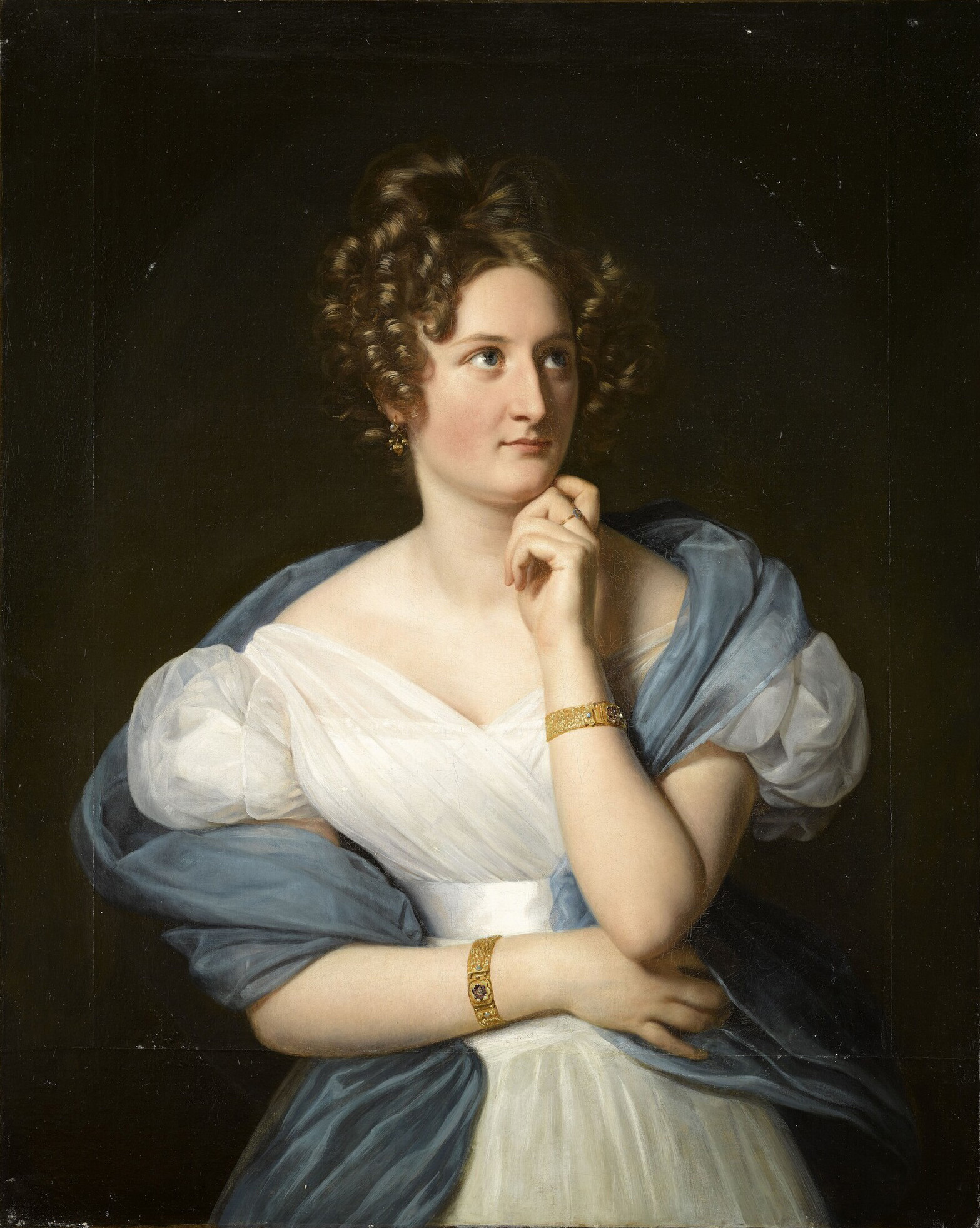
Delphine de Girardin

- Delphine Batho, politica e ambientalista francese
- Delphine Cascarino, calciatrice francese
- Delphine Delamare, donna francese a cui sarebbe ispirato il personaggio di Madame Bovary
- Delphine de Girardin, scrittrice francese
- Delphine de Vigan, scrittrice francese
- Delphine LaLaurie, serial killer statunitense
- Delphine Réau, tiratrice francese
- Delphine Seyrig, attrice e regista francese
- Delphine Ugalde, soprano francese
- Delphine Wespiser, modella francese
- Delphine Zanga Tsogo, politica, scrittrice e attivista camerunese

### Variante maschile Delfino

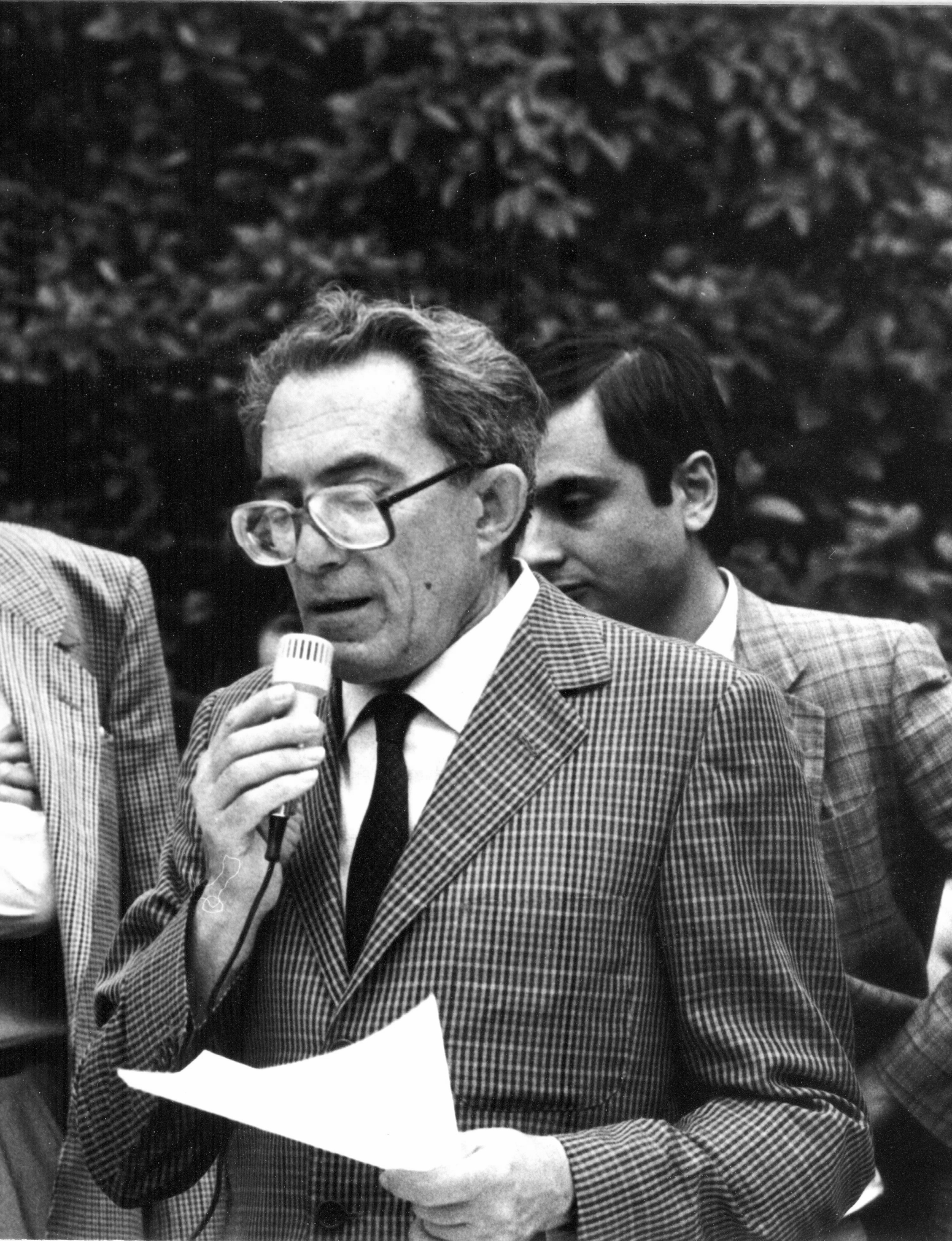
Delfino Insolera

- Delfino di Bordeaux, vescovo e santo francese
- Delfino Borroni, militare italiano
- Delfino Cinelli, scrittore e traduttore italiano
- Delfino Codazzi, matematico italiano
- Delfino Eoli, imprenditore italiano
- Delfino Insolera, divulgatore scientifico italiano
- Delfino Muletti, storico e scrittore italiano
- Delfino Orsi, giornalista e politico italiano

## Il nome nelle arti
- Delfina Santillán Torres Oviedo è l'antagonista della telenovela Flor - Speciale come te.
- Delphine è protagonista, assieme a Hippolyte, in una poesia scritta da Charles Baudelaire nel 1857.